# Torrisholme
Torrisholme – wieś w Anglii, w hrabstwie Lancashire, w dystrykcie Lancaster. Leży 78 km na północny zachód od miasta Manchester i 338 km na północny zachód od Londynu. W 2001 miejscowość liczyła 6758 mieszkańców.